# 트리엔트 미사

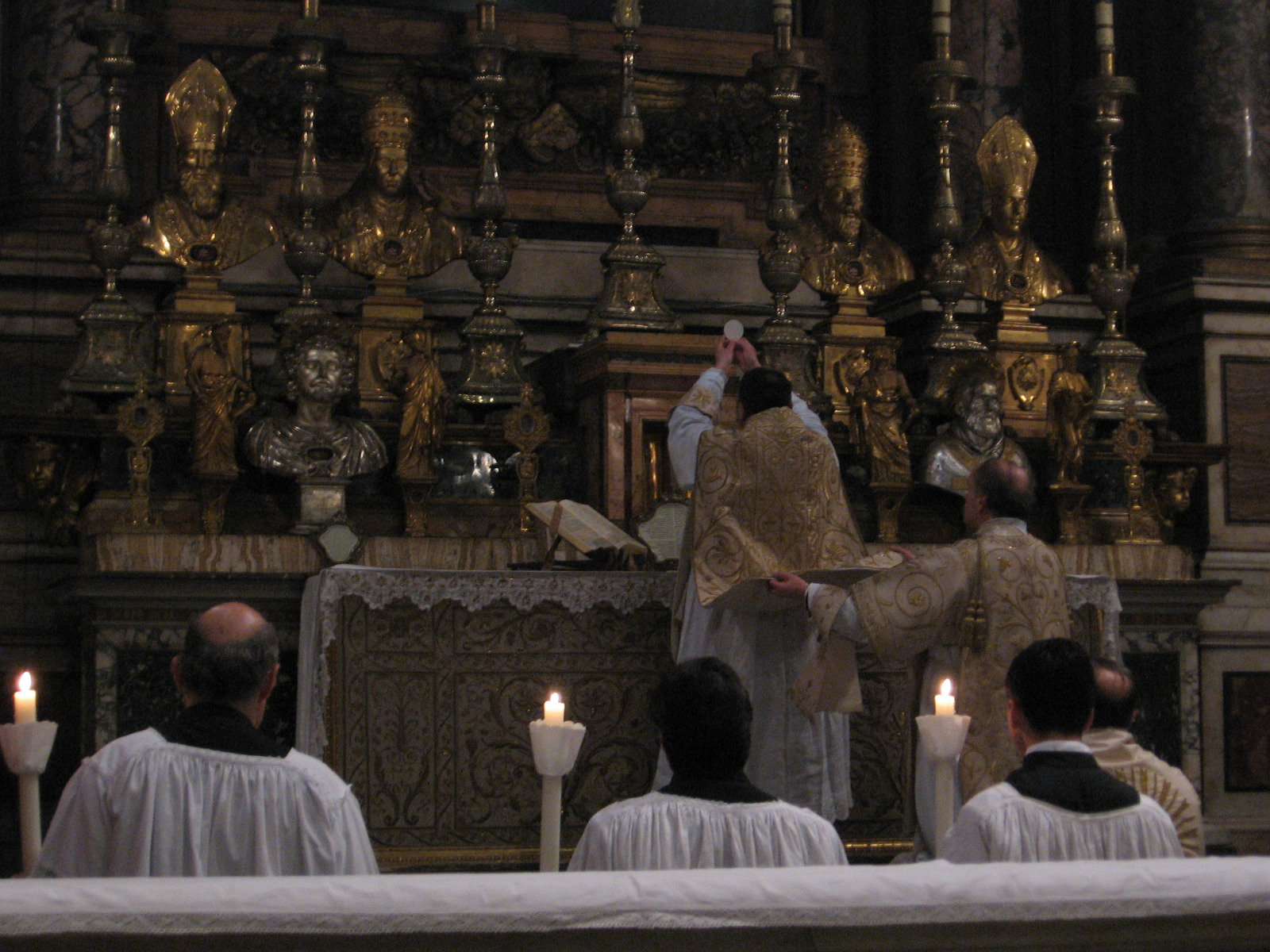
트리덴티노 양식에 따른 장엄 미사 중에 집전 사제의 성체 거양

트리엔트 미사(라틴어: Missa Tridentina, 영어: Tridentine Mass)는 1570년부터 1962년까지 발행된 로마 미사 경본에 따른 로마 전례 미사이다. 전통 라틴 미사(영어: Traditional Latin Mass) 또는 줄여서 전통 미사라고도 부른다. 1969년 12월 바오로 6세 미사가 도입되기 전까지 전세계 모든 로마 가톨릭교회에서 보편적으로 거행되었다.
‘트리엔트’라는 명칭은 16세기 당시 오늘날의 이탈리아의 트렌토에서 소집된 트리엔트 공의회에서 비롯된 것이다. 트리엔트 공의회에 참석한 교부들이 당시까지만 해도 제각각이었던 미사 양식을 통일하기로 결의하자, 1570년 교황 비오 5세는 이전까지 거행되었던 로마 미사 경본을 재정비하여 법전화한 다음에 교황 칙서 《처음부터》(Quo Primum)를 반포하여 서방 교회 전체가 공통적으로 이 양식에 따라 미사를 봉헌할 것을 강제성을 부여하여 지시하였다. 그러나 기원이 1370년 이전까지 거슬러 올라가는 전례 양식을 보유한 교구 및 수도회에 대해서는 예외로 하였다.
트리엔트 양식에 따른 로마 미사 경본은 1604년과 1634년, 1888년, 1920년, 1955년, 1962년에 재차 개정되었다. 트리엔트 양식에 따른 로마 미사 경본의 마지막 규범판이 1962년 교황 요한 23세에 의해 승인되었기 때문에 요한 23세 미사 또는 1962년판 미사라고 부르기도 한다.
2007년 교황 베네딕토 16세는 자의교서 《교황들》(Summorum Pontificum)을 발표하였다. 자의교서에서 베네딕토 16세는 종래 트리엔트 미사 등으로 불려 왔던 1962년판 미사 양식을 ‘로마 전례의 특별 양식(forma extraordinaria)’으로 명명하였으며, 1970년 교황 바오로 6세가 개정한 미사 양식은 일반 양식으로 명명하였다. 그리하여 1962년판 로마 미사 경본에 따른 미사 양식은 특별 양식 미사라고도 부르게 되었다. 또한, 1970년부터 드리기 시작한 새 미사 양식(Novus Ordo Missae)과 구분 짓기 위해 옛 미사나 옛 양식(forma antiquior)이라고도 불린다.
이따금씩 트리엔트 미사를 ‘라틴어 미사’라고 부르는 경우도 있지만, 명칭으로서는 약간 부정확하다. 왜냐하면 바오로 6세 미사, 즉 노부스 오르도 미사(Novus Ordo Missae) 역시 라틴어로 봉헌할 수 있기 때문이다.
2007년 교황 베네딕토 16세의 자의교서 《교황들》(Summorum Pontificum)에 의하여 가톨릭교회에서 합당하게 서품된 라틴 전례 사제라면 누구나 아무런 제한 없이 지금의 일반 양식 미사 뿐만 아니라 1962년판 트리엔트 전례 양식에 따른 미사를 집전할 수 있다. 둘 가운데 어떤 미사 양식을 선택하여 집전하든 사제는 사도좌나 교회 장상의 허가가 따로 필요하지 않다. 가톨릭 신자들은 규범을 준수하는 가운데 누구나 자유로운 의지로 트리덴티노 미사에 참례할 수 있다.

## 비오 5세의 전례 개혁
트리엔트 공의회가 소집되었을 당시 서방 라틴 교회 도처에 있는 교구들은 저마다 고유의 미사 경본과 전통을 보존하고 있었다. 그러나 소위 종교 개혁이라고 하는 사건이 발발하면서 프로테스탄트적인 사상이 담긴 전례가 가톨릭교회 내부에 침투하는 것을 방지하기 위해서 전례를 하나의 양식으로 표준화해야 할 필요성이 대두되었다.
이에 따라 1570년 교황 비오 5세는 칙서 《처음부터》(Quo Primum)를 반포하는 한편 교회법을 통해 자신이 개정한 로마 미사 경본을 서방 라틴 교회에 속한 모든 교구 및 수도회가 동일하게 거행하도록 의무화하였다. 그러나 다른 한편으로는 이탈리아 밀라노의 암브로시오 전례, 스페인의 톨레도와 마드리드의 모자라빅 전례, 그리고 가르멜회와 카르투시오회, 도미니코회 등 수도회 고유의 전례와 같이 역사가 200년 가까이 되는 오래된 전례에 대해서는 그대로 보존하는 것을 허락하였다.
17세기 후반에 들어서면서 프랑스와 독일의 뮌스터, 쾰른, 트리어 등지에서 얀센주의와 갈리아주의의 영향을 받은 주교들이 독단적으로 독립적인 미사 경본을 출간함으로써 혼란이 야기되기도 하였으나, 19세기에 프로스페르 게랑제 아빠스 등에 의해 본래의 로마 미사 경본으로의 회귀 운동이 일어나면서 사태가 진정되었다.
비오 5세의 전례 개혁은 옛 교부들 시절의 로마 전례 형태로 복구하는 것을 목표로 삼았다. 하지만 당시에는 전례학자들이 참고할 수 있는 초대 교회의 전례에 관한 자료는 비교적 많지 않았기 때문에, 당초 계획대로 달성하지는 못했다.

## 트리엔트 미사 전례

### 미사 전
- 성수 예식은 보통 주일 미사 전에 행해지는 참회 예식이다. (전통미사에서의 성수 예식은 노부스 오르도 미사와는 달리, 미사에 포함되는 예식이 아니라, 미사에 앞서 추가적으로 거행하는 예식이다. 그러므로, 전통 미사에서 성수 예식과 미사 성제는 별개이다. 성수 예식이 거행될 때에는 성수 예식 후 미사가 시작된다.) 제의실에서 집전 사제는 장백의를 입고(집전 사제가 아닌 사제일 경우에는 중백의를 입는다) 그날 전례 색상에 맞는 영대를 두르고(집전 사제가 아닌 사제일 경우에는 보라색 영대를 두른다) 소금과 물을 각각 축복한다. 그리고 축복한 소금을 세 번 십자 성호를 그리면서 축복된 물을 향해 뿌리며 다음과 같은 기도를 바친다. “Commixtio salis et aquæ pariter fiat in nomine Patris, et Filii et Spiritus Sancti (이제 성부와 성자와 성신의 이름으로 소금과 물의 혼합물이 만들어질 지어다).” 성수 축복이 끝나면 사제는 그날 전례 색상의 깝바를 걸치고, 부제 및 복사 등과 함께 성당 안에 입당하여 제대 앞에 절하고 무릎을 꿇는다. 사제가 먼저 시편 51편 중 “주여, 힛솝 채로 나를 뿌리소서. 나는 곧 깨끗하여지리라. 나를 씻기소서. 나는 눈보다도 희여지리다. 천주여, 당신의 자비에 따라 나를 긍련히 여기소서.”라는 내용으로 된 성수 예식 성가의 도입 부분(Aspérges Me)을 선창한다. 성가대와 교중이 이어서 나머지 구절을 노래로 부르는 동안, 사제는 제대에 세 번 성수를 뿌리고, 물러나와 교중에게 뿌린다. 사제가 교중들에게 성수를 뿌리면 교중들은 궤배하고 십자성호를 긋는다. 성수 살포가 모두 끝난 후 사제는 제대 앞에 서서 부제, 복사, 교중과 함께 기도를 바친다. 부활 시기 동안에는 아스페르제스 메 대신에 Vidi aquam(나 성전 우편에서 흘러나오는 물을 보았노라)을 노래로 부른다.

성수 예식이 끝나면 곧바로 미사가 시작된다.

### 예비신자들을 위한 미사
미사의 첫 번째 부분은 예비신자들을 위한 미사이다. (Mass of the Catechumens)

#### 층하경
- 십자 성호

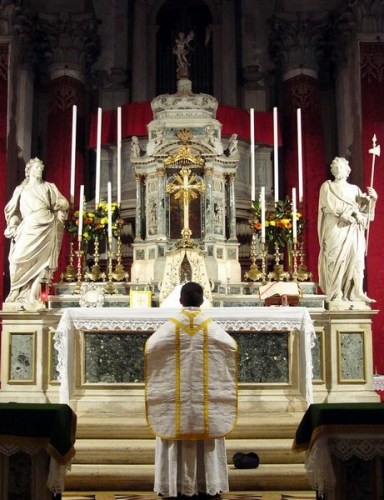
층하경(제단 밑 기도)을 바치는 사제

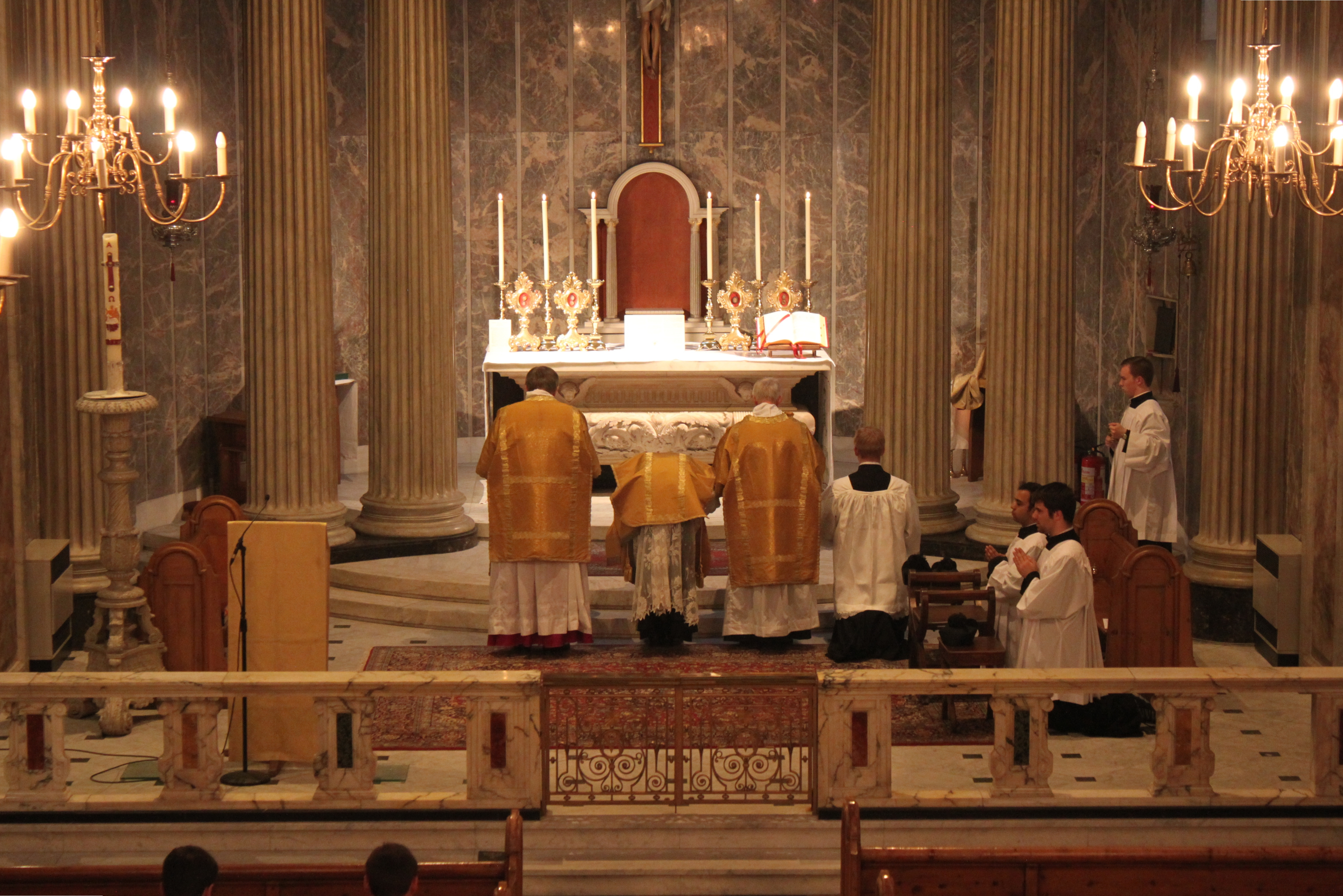
고죄경을 바치는 사제

  - 성수 예식이 끝난 후 사제는 미사를 거행하기 위해 깝바를 벗고 수대와 제의를 착용한다. 그런 다음에 제대로 올라가 중앙에 있는 감실 앞에 그 날 전례 색상인 천으로 만든 보로 전체를 덮은 성작을 옮겨 놓고 다시 제단 밑으로 내려와 부제, 복사 등의 조력자들과 함께 제대에 절한 다음에 성호경을 바친다. “In nómine Patris, et Fílii, et Spíritus Sancti. Amen.”(성부와 성자와 성신의 이름으로. 아멘.)
  - 시편 43(42)편
    - 성호경을 바친 후 사제가 “Introíbo ad altáre Dei.”(나는 천주의 제단으로 나아가리다)라고 선창하면, 부제, 복사 등은 “Ad Deum qui lætíficat iuventutem meam.”(나의 즐거움이요 기쁨이신 천주께로 나아가리다)이라고 화답한다. 그리고 사제와 복사, 부제 등은 번갈아 응답하는 형식으로 시편 43(42)편인 ‘유디카 메 데우스(Iudica me, Deus)’를 바친다. 그 다음에 다 같이 십자 성호를 그으면서 사제가 “Adiuórium nostrum in nómine Dómini.”(우리의 도움은 주의 이름에 있으니)라고 하면, 부제, 복사 등은 받아서 “Qui fecit cælum et terram.”(하늘과 땅을 만드신 분이시로다)이라고 외운다.

  - 고죄경(고백 기도)
    - 이어서 사제는 손을 합장하고 허리를 깊이 숙이며 고죄경을 바친다. “Confíteor Deo omnipoténti, beátæ Maríæ semper Vírgini, beáto Michaéli Archángelo, beáto Ioanni Baptístæ, sanctis Apóstolis Petro et Paulo, ómnibus Sanctis, et vobis, fratres (tibi, Pater), quia peccávi nimis cogitatióne, verbo et ópere: mea culpa, mea culpa, mea máxima culpa. Ideo precor beátam Maríam semper Vírginem, beátum Michaélem Archángelum, beátum Ioánnem Baptístam, sanctos Apóstolos Petrum et Paulum, omnes Sanctos, et vos, fratres (te, Pater), oráre pro me ad Dóminum Deum nostrum.”(전능하신 천주와 평생 동정이신 성 마리아와, 대천사 성 미카엘과, 세례자 성 요한과, 사도 성 베드로와 성 바오로와, 모든 성인에게 고백하오니, 과연 생각과 말과 행위로 많은 죄를 지었나이다. 내 탓이요, 내 탓이요, 내 큰 탓이로소이다. 그러므로 간절히 바라오니, 평생 동정이신 성 마리아와, 대천사 성 미카엘과, 세례자 성 요한과, 사도 성 베드로와 성 바오로와, 모든 성인은 나를 위하여 천주께 빌어 주소서.) 이 때, “mea culpa, mea culpa, mea máxima culpa.”(내 탓이요, 내 탓이요, 내 큰 탓이로소이다) 부분에서는 오른손으로 가슴을 가리키며 세 번 친다. 그 다음에 부제, 복사 등은 사제의 죄가 용서받기를 다음과 같이 기원한다. “Misereatur tui omnípotens Deus, et dimíssis peccátis tuis, perducat te at vitam ætérnam.”(전능하신 천주는 사제를 불쌍히 여기시어, 죄를 사하시고 영원한 생명으로 이끌어주소서) 이에 사제가 “아멘.” 하고 응답한다. 이어서 부제, 복사 등이 고죄경을 바친다. 이 때, “Pater”(사제에게)라는 구절에서는 허리를 깊이 숙인 상태에서 고개를 사제를 향해 방향을 튼다. 부제, 복사 등의 고죄경이 끝나면 사제는 부제, 복사의 죄가 용서받기를 청원한다. “Misereatur vestri omnípotens Deus, et dimíssis peccátis vestris, perducat te at vitam ætérnam.”(전능하신 천주는 형제들을 불쌍히 여기시어, 죄를 사하시고, 영원한 생명으로 이끌어주소서) 이에 부제, 복사는 “아멘.” 하고 응답한다. 사제가 손을 합장하고 “Indulgéntiam absolutiónem, et remissiónem peccatórum nostrórum tríbuat nobis omnípotens et miséricors Dóminus.”(전능하시고 자비하신 주는 우리 죄를 용서하시고, 풀으시고, 사하소서.)라고 사죄경을 바치면, 신자들은 십자 성호를 그으며 “아멘.” 하고 응답한다.
    - 사제는 부제, 복사 등과 함께 이어서 후렴 구절을 교창하며 바친 다음에 손을 벌린 후 다시 모으고, “Orémus”(빌지어다)하고 제단에 오른다. 사제는 제단에 올라가면서 조용한 목소리로 깨끗한 영혼 상태에서 제단에 들어갈 수 있도록 최종적으로 하느님에게 청원한다. “Aufer a nobis, quæsumus, Dómine, iniquitátes nostras: ut ad Sancta sanctórum puris mereámur méntibus introíre. Per Christum Dóminum nostrum. Amen.”(주여, 비오니 우리 죄를 없이하시어 깨끗한 마음으로 지성소에 들어가게 하소서. 우리 주 그리스도의 이름으로 비나이다. 아멘.) 이는 탈출기 26장 33~34절, 열왕기 상권 6장 16절과 8장 6절, 역대기 하권 3장 8절, 에제키엘서 41장 4절 등 성경 구절에서 차용한 것이다. 제대 앞에 선 사제는 성인들의 공로에 의지하여 자신의 죄에 대한 자비를 청원하는 기도를 바치는데, “quorum relíquiæ hic sunt”(여기에 성해를 남긴…) 부분에서 제대의 가장자리에 두 손을 얹고 성인의 유해를 모신 제대 중앙에 입맞춘다.
- 장엄 미사로 집전할 경우, 사제는 이어서 제대에 분향하며 말한다.

#### 제단 안에서의 사제
- 초입경

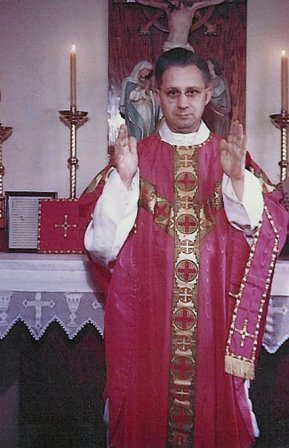
사제는 “Dóminus vobíscum” 하고 축문을 바친다.
트리덴티노 미사에서는 이 때 사제의 시선이 아래로 향해야 한다고 규정하고 있다.

  - 사제는 제대 오른쪽 끝에 서서 십자 성호를 긋고 초입경을 바친다. 초입경은 바오로 6세 미사의 입당송에 해당하는 부분으로서, 내용은 주로 시편에서 발췌한다. 다만, 부활 시기 주일 미사에서는 지혜서 10장 20~21절에서 발췌한다. 성모 마리아 축일 미사의 경우에는, 초입경의 후렴 부분은 그리스도교도 시인 코엘리우스 세둘리우스가 쓴 시에서 발췌한다. 초입경은 중세 이전에 사제가 성당 안에 입당하는 동안 제단 밑에서 기도하는 이들이 후렴 구절이 사이에 배치된 시편 구절 전체를 노래로 부르는 관습에서 발전한 것이다.
- 자비송
  - 자비송(Kyrie)은 미사에서 유일하게 그리스어를 사용하는 부분이다. 사제가 초입경을 바친 후 제대 중앙으로 돌아와서 손을 합장하고 부제, 복사 등과 함께 “Kyrie, eleison. Christe, eleison. Kyrie, eleison.”(주여, 우리를 불쌍히 여기소서. 그리스도여, 우리를 불쌍히 여기소서. 주여, 우리를 불쌍히 여기소서.)을 번갈아가며 외우는데, 이 때 각 구절을 세 번씩 반복한다.
- 영복경
  - 영복경(Gloria in excelsis Deo)은 바오로 6세 미사의 대영광송에 해당한다. 영복경의 도입부는 사제가 선창하는 구절로서, 루카 복음서 2장 14절에서 발췌한 것이다. 이어서 나머지 부분은 교중 전체나 성가대와 교중이 번갈아 가면서 부르거나 성가대 단독으로 부른다. 사순 시기는 그리스도의 수난과 죽음을 묵상하며 속죄하는 참회 시기이고, 대림 시기는 그리스도의 성탄을 기다리며 경건히 기도하는 시기이기 때문에 영복경을 생략한다. 또한 장례 미사에도 마찬가지로 생략한다.
- 축문
  - 사제가 제대 중앙에 입맞춤하고 교중을 향하여 돌아서서 “Dóminus vobíscum.”(주께서 너희와 함께 계셔지이다)하고 말하면, 교중은 “Et cum spíritu tuo.”(또한 사제의 영과 함께 계셔지이다)라고 대답한다. 사제는 다시 제대를 향해 돌아서서 로마 미사 경본에 있는 그날 공동체의 지향 기도를 큰 소리로 바친다. 축문은 미사의 시작을 종결하는 기도로, 사제가 교회 공동체를 대표하여 바치는 기도이다. 교중은 사제의 축문 끝에 “아멘.”으로 응답한다. 축문이 끝나면 교중은 모두 제자리에 앉는다.

#### 듣는 부분
- 독서

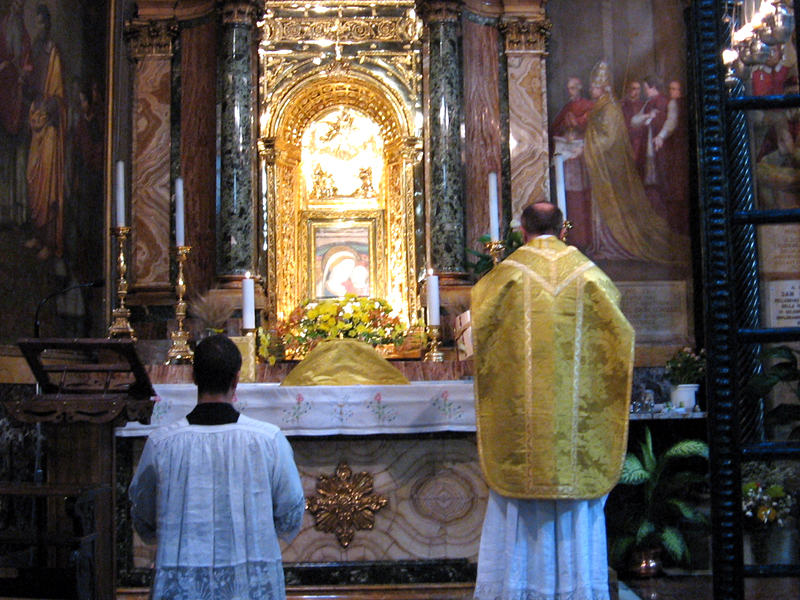
제대 왼편에서 독서를 봉독하는 사제

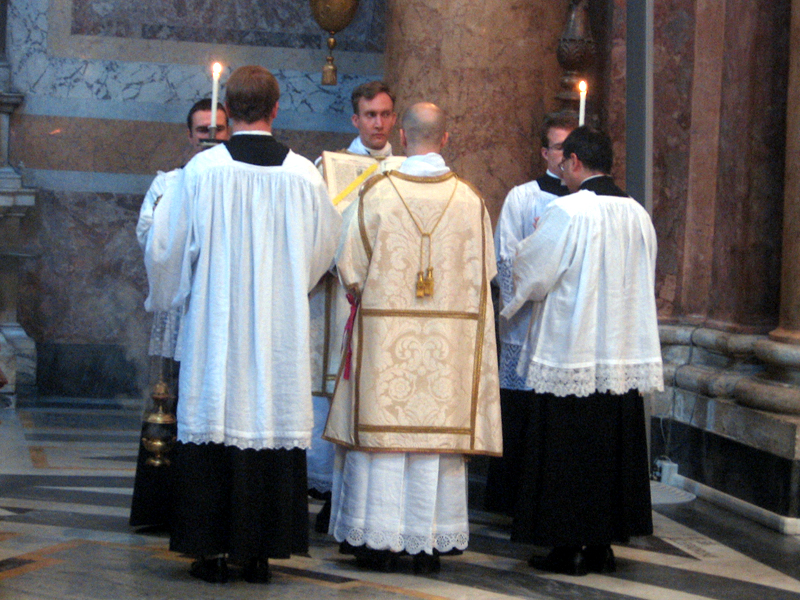
제대 오른편에서 복음을 봉독하는 부제

  - 사제 또는 부제는 제대 오른쪽에서 복음서를 제외한 성경을 교중이 들을 수 있도록 큰 소리로 봉독한다. 교황 베네딕토 16세는 자의교서 《교황들》을 통해 독서를 특별히 자국어로도 봉독할 수 있도록 허락하였다.[10] 독서 봉독이 끝나면 미사에 참석한 나머지 인원은 “Deo grátias.”(천주께 감사)라고 응답한다.
- 독서가 끝나고 복음으로 넘어가기 전에 성가대의 노래 또는 낭독이 있다. 보통 시편이나 기타 구약성경에서 발췌하여 응송으로 만든 층계경을 노래하거나 읽은 다음에 알렐루야를 노래하거나 읽는다. 그러나 칠순 주일과 사순 시기, 장례 미사 등이 있는 날에는 알렐루야 대신에 연경을 노래하거나 읽는다.
- 복음
  - 복음 봉독에 앞서 사제는 제대 중앙 감실 앞에서 몸을 조금 숙이고 “Munda cor meum ac lábia mea, omnípotens Deus, qui lábia Isaíæ Prophétæ cálculo mundásti igníto: ita me tua grata miseratione dignáre mundáre, ut sanctum Evangélium tuum digne váleam nuntiáre. Per Christum Dominum nostrum. Amen.”(전능하신 천주여, 내 마음과 내 입술을 깨끗하게 하소서. 이사야 예언자의 입술을 불돌로 깨끗하게 하셨음같이 주의 어지신 자비로 나를 또한 깨끗하게 하시어 주의 거룩한 복음을 타당히 전하게 하소서. 우리 주 그리스도의 이름으로 비나이다. 아멘.)하고 기도를 바친다. 이 기도는 이사야서 6장 6~10절에서 이사야가 천사에 의해 입술이 숯불로 달구어져 정화된 이후 예언의 능력을 받은 것에서 유래한 것이다. 복음을 봉독할 사제 또는 부제가 제대 왼쪽으로 가서 “Dóminus vobíscum.” 하고 말하면, 교중은 모두 일어나서 “Et cum spíritu tuo.” 라고 대답한다. 복음 봉독 전에 사제 또는 부제는 오른손 엄지손가락으로 복음서와 이마, 입술, 가슴에 소 십자 성호를 그으며 “Sequéntia sancti Evangélii secundum N.”(아무개에 의한 거룩한 복음의 계속)라고 말한다. 이 때, 나머지 인원도 다 같이 이마, 입술, 가슴에 소 십자 성호를 긋는다. 소 십자 성호를 긋고 난 후에는 “Glória tibi, Dómine.”(주께 영광)라고 말한다. 이어서 사제는 그날 복음을 큰 소리로 노래로 부르거나 봉독한다. 복음이 끝난 후에 복음을 봉독한 사제나 부제 외의 나머지 인원은 “Laus tibi, Christe.”(그리스도께 찬미)라고 응답한다. 복음을 봉독한 사제 또는 부제는 복음서에 입맞춤한 후에 다음과 같이 조용히 기도한다. “Per evangélica dicta, deleántur nostra delícta.”(복음의 말씀으로 우리 죄를 사하소서)
- 강론
  - 성 비오 5세 교황에 의해 개정된 미사 전례(트리엔트 미사)에서 강론은 의무적으로 해야 하는 것이 아니라 선택사항이다. 만일 강론을 한다면 복음 봉독에 이어서 사제가 강론대로 가서 교중을 상대로 해야 한다. 이때 부제, 복사, 교중은 제자리에 앉아서 사제의 강론을 경청한다. 이와는 달리 가경자 바오로 6세 교황에 의해 개정된 로마 미사 경본에서는 주일과 의무 축일에 교우들과 함께 드리는 미사에서 특별한 이유 없이 강론을 생략해서는 안 되며, 강론 생략은 그밖의 다른 날에 할 것을 권장하고 있다는 점에서 차이점이 있다.[11]
- 신앙 고백
  - 니케아 콘스탄티노폴리스 신경으로 신앙을 고백하며, 여기에는 천주 성부와 성자와 성신으로 이루어진 삼위일체 그리고 하나이고 거룩하고 보편되며 사도로부터 이어오는 교회(가톨릭교회)에 대한 신앙을 고백하는 내용을 담고 있다. 신경 내용 중 그리스도의 강생을 고백하는 “Et incarnátus est de Spíritu Sancto ex María Vírgine, et homo factus est.”(성신으로 동정녀 마리아께 혈육을 취하시고 사람이 되심을 믿나이다) 부분에서는 모두 무릎을 꿇는다.

### 신자들을 위한 미사
미사의 두 번째 부분은 신자들을 위한 미사이다. (Mass of the Faithful)

#### 제물 준비
- 봉헌경
  - 신앙 고백이 끝난 후에 사제는 다시 교중과 서로 인사하고(“Dóminus vobíscum/Et cum spíritu tuo”) 기도로 초대한다(“Orémus”). 그리고 사제는 아직 세례받지 않은 사람들을 제외하고, 제헌 미사를 집전한다. 사제는 성경 구절에서 인용한 짧은 기도인 당일 봉헌경을 짧게 바친다. 이 때 교중은 봉헌금을 바친다.
- 제병과 포도주 봉헌
  - 사제는 자신의 비천함에도 불구하고 천주 성부가 흠없는 제물(제병)을 받아주기를 청원하며, 자신이 범한 무수한 죄와 허물, 그리고 미사에 참례한 다른 모든 신자를 위하여, 거룩한 교회 안의 살아있는 이와 죽은 모든 신자의 구원을 바라는 지향으로 성반 위에 놓인 성체를 가슴 높이까지 들어올린다. 이어서 사제는 그리스도의 피로 성변화할 포도주에 몇 방울의 물을 섞는다. 포도주와 물은 그리스도의 두 가지 본성인 신성과 인성을 나타낸다. 포도주에 물을 섞는 것은 그리스도가 십자가에 못박혀 죽었을 당시에 성 론지노가 치른 창에 의해 가슴에서 흘러내린 물과 피를 기념하기 위함이다. 사제는 성작을 자신의 입 높이까이 들어올린 후 아름다운 향과 같이 천상 대전에 올려져 만민의 구원을 위하여 유익함이 되기를 간구한다. 그런 다음에 사제는 다니엘서 3장 39~40절에서 유래한 참회의 기도를 바치며 하느님이 제물을 강복하여 이제 바칠 제사를 합당하게 받아주기를 청한다.
- 제물 분향
  - 장엄 미사로 집전할 경우, 사제는 제병과 포도주에 피울 향을 향로에 넣으며 축복한다. 그런 다음에 사제는 먼저 “Incénsum istud a te benedíctum ascéndat ad te, Dómine: et descéndat super nos misericórdia tua.(주여, 친히 강복하신 이 향을 어전에 오르게 하시고, 또한 우리에게는 주의 자비를 내리소서)”라고 기도하며 제물에 분향한 다음에 시편 141편 2~4절을 기도로 바치며 제대에 분향한다. 제물과 제대에 대한 분향이 끝나면 사제는 향로를 부제나 복사에게 건넨다. 향로를 건네받은 부제나 복사는 다른 조력자들과 교중에게 순차적으로 분향한다.
- 세수례
  - 사제는 시편 26편 6~12절의 기도를 바치며 손을 씻는다. 이는 그리스도의 희생 제사를 더욱 거룩하게 봉헌하기 위한 내적 청결과 순결을 상징하는 것이다.
- 지극히 거룩하신 천주 성삼위께 올리는 기도
  - 이 기도는 지극히 거룩한 천주 성삼위에게 올리는 기도로서, 그리스도의 수난과 부활, 승천을 기억하면서 성모 마리아와 성 요한 세례자와 성 베드로와 성 바오로, 그 밖의 다른 모든 성인의 공로를 기억하면서 제물을 받아줄 것을 청원하는 내용을 담고 있다. 사제는 제대 한가운데 서서 허리를 굽히며 이 기도를 바친다.
- 예물 기도와 묵념 축문, 감사서문경
  - 사제는 교중을 향해 돌아서서 신자들에게 기도해 주기를 청하기 위해 “Oráte, fratres”(형제들이여, 기구할지어다)라는 첫 두 마디를 한 다음에 다시 제대를 향해 돌아서서 나머지 기도를 바친다. “ut meum ac vestrum sacrificium acceptábile fiat apud Deum Patrem omnipoténtem.”(나와 그대들이 드리는 이 제사가 전능하신 천주 성부의 뜻에 맞갖도록 기구할지어다)
  - 부제, 복사, 교중 등이 “Suscípiat Dominus sacrifícium de mánibus tuis, ad laudem et glóriam nóminis sui, ad utilitátem quoque nostram, totiusque Ecclésiæ suæ sanctæ.”(주께서 당신의 손으로 이 제사를 받아들이시어, 주의 이름에는 찬미와 영광이 따르고, 또 우리와 온 성교회에는 축복이 따르게 하셔지이다)라고 기도하면, 사제는 “아멘.”으로 기도를 끝마친다.
  - 사제는 두 손을 벌리고 당일 묵념 기도를 다른 사람에게 들리지 않게 조용히 바친 다음에, 큰 소리로 “Per ómnia sæcula sæculórum.”(영원에서 영원으로) 하고 외친다.
  - 부제, 복사, 교중 등은 “아멘.” 하며 자리에서 일어선다.
  - 사제가 “Dóminus vobíscum.” 하면 교중은 또한 “Et cum spíritu tuo.” 하고 응답한다. 사제가 다시 “Sursum corda.”(마음을 들어 위로 향할지어다) 하면 교중은 “Habémus ad Dóminum.”(주께 향하고 있나이다) 하고 대답하며 시선을 위로 향한다. 사제는 “Grátias agamus Dómino Deo nostro.”(우리 주 천주께 감사할지어다.) 하면서 고개를 숙였다가 다시 들고, 이에 교중은 “Dignum et iustum est.”(이는 합당하고 당연하나이다) 하고 말한다.
  - 사제는 두 팔을 벌린 상태에서 감사경을 바친다. 감사경은 하늘의 천사들과 함께 예수 그리스도를 통하여 천주 성부에게 바치는 감사와 찬양의 기도이다. 바오로 6세에 의해 개정된 로마 미사 경본의 감사송에 해당하는 부분이다.
  - 감사경을 마무리 하기 위해 사제는 다시 두 손을 합장하고 부제, 복사, 교중, 성가대 등과 함께 상투스(거룩하시도다)를 노래로 바친다. 상투스의 전반부는 이사야서 6장 7절에서, 후반부는 마태오 복음서 21장 9절에서 채용하였다.

#### 성변화
- 미사 전문
  - 전구

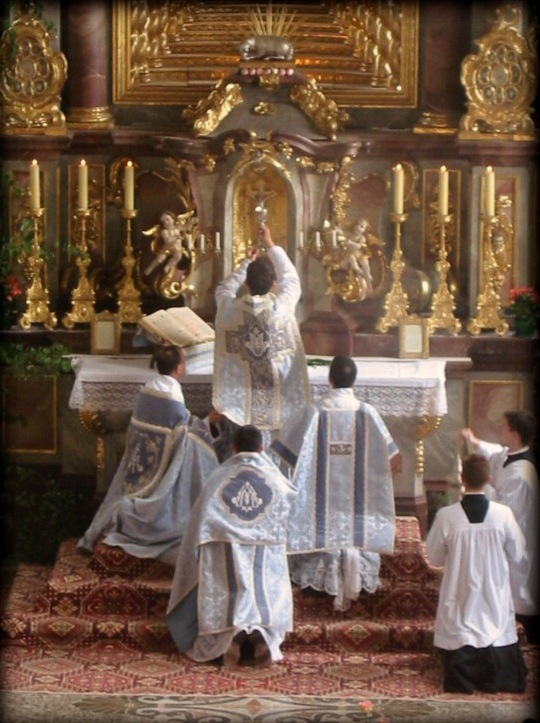
장엄 미사 중에 집전 사제의 성혈 거양

    - 사제는 먼저 교회의 평화와 교황 그리고 교구장 주교, 미사에 참례한 이들과 그밖의 다른 모든 이들을 위하여 기도한다. 그 다음에 사제는 평생 동정녀 성모 마리아와 그 배필인 성 요셉과 거룩한 사도들, 몇몇 성인 교황들과 순교자들의 이름을 일일이 열거하면서 그들의 공로와 전구를 받아들여 지상 교회를 보호해 줄 것을 청한다.

  - 성변화 예비 기도
    - 사제는 제병과 포도주 위에 두 손을 덮은 다음에 다시 한 번 강복하면서 천주에게 자신들이 봉헌한 제병과 포도주를 축성하여 성자 예수 그리스도의 몸과 피로 변화시켜 줄 것을 겸손되이 청하는 기도를 바친다.

  - 성변화와 성체 및 성혈 거양
    - 사제는 자신과 예수 그리스도를 동일시하여 그리스도의 모든 동작을 경건하게 재현한다. 사제는 머리를 낮게 숙이고 그리스도가 수난하기 전날에 성체성사를 제정할 때 했던 말씀(루카 복음서 22장 19~20절)으로 성체와 성혈을 이룬다.

사제는 먼저 궤배를 하여 성체에 흠숭을 표한 다음에 일어서서 성체를 들어올린다. 사제가 성체를 두 손으로 높이 들어올릴 때에 교우들은 잠깐 성체와 성혈을 바라보며 마음속으로 “Dominus meus et Deus meus”(나의 주, 나의 천주시로소이다)라고 기도한다. 사제는 성체를 내려놓은 후 다시 한 번 궤배하며 흠숭을 드린다. 이 시점부터 사제는 두 손가락으로만 성체를 만지고 성체 분배 후 세수례를 하기 전까지 엄지와 검지를 꼭 붙여야 한다. 성혈 역시 성체와 같은 예를 표한다. 성혈 축성 기도의 마지막 부분에는 성 토마스 아퀴나스가 저서 《신학대전》 3권 78장 3절에서 언급한 “Mystérium Fídei.”(신앙의 신비여) 문구를 삽입한다.
(성체 축성경: HOC EST ENIM CORPUS MEUM.
성혈 축성경: HIC EST ENIM CALIX SÁNGUINIS MEI, NOVI ET AETÉRNI TESTAMÉNTI: MYSTÉRIUM FÍDEI: QUI PRO VOBIS ET PRO MULTIS EFFUNDÉTUR IN REMISSIÓNEM PECCATORUM.)
- - 그리스도의 희생 제사 헌납 요청
    - 사제는 교회의 이름으로 그리스도의 몸과 피의 제사가 구약시대의 제사와 마찬가지로 천상 대전에서 천주 성부가 받아줄 것을 청한다.

  - 죽은 이들에 대한 기억과 그들을 위한 기도
    - 사제는 세상을 떠난 사람들을 기억하면서 그들의 영원한 안식과 구원, 평화를 위하여 기도한다. 이어서 사제는 성 요한 세례자와 14위 순교자들의 이름을 열거하면서 그들과 함께 일치하여 그들 공로의 힘으로 천국 본향을 기다리는 지상 교회의 신자들이 사후 성인들과 같은 반열에 들기를 청하는 기도를 바친다.

  - 미사 전문 끝과 마침 영광송
    - 사제는 성체와 성혈 위에 십자를 그은 다음에 마침 영광송을 바친다. “Per ipsum, et cum ipso, et in ipso, est tibi Deo Patri omnipoténti, in unitáte Spíritus Sancti, omnis honor et glória.”(그리스도를 통하여, 그리스도와 함께, 그리스도 안에서 성신과 더불어, 전능하신 천주 성부, 온갖 영예와 영광을 세세에 영원히 받으시나이다)
- 사제가 큰 소리로 “Per ómnia sæcula sæculórum.”(영원에서 영원으로) 하고 말하면 부제, 복사, 교중 등은 “아멘.” 하고 응답하며 자리에서 일어선다.

#### 영성체 예식
- 주님의 기도

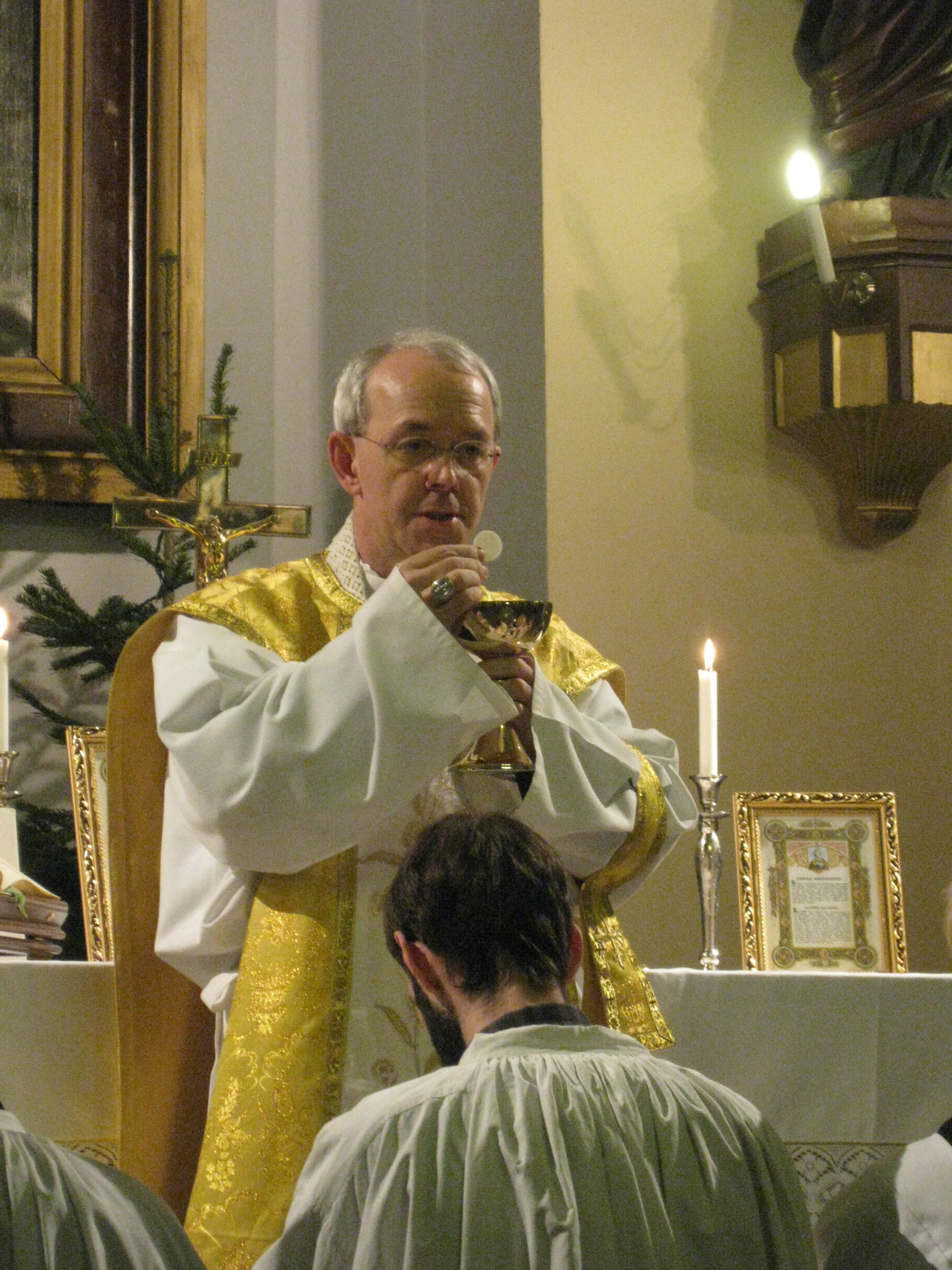
사제가 교중을 향해 돌아서서 성체를 들어올리며 “Ecce Agnus Dei”(보라, 천주의 어린양)라고 말한다.

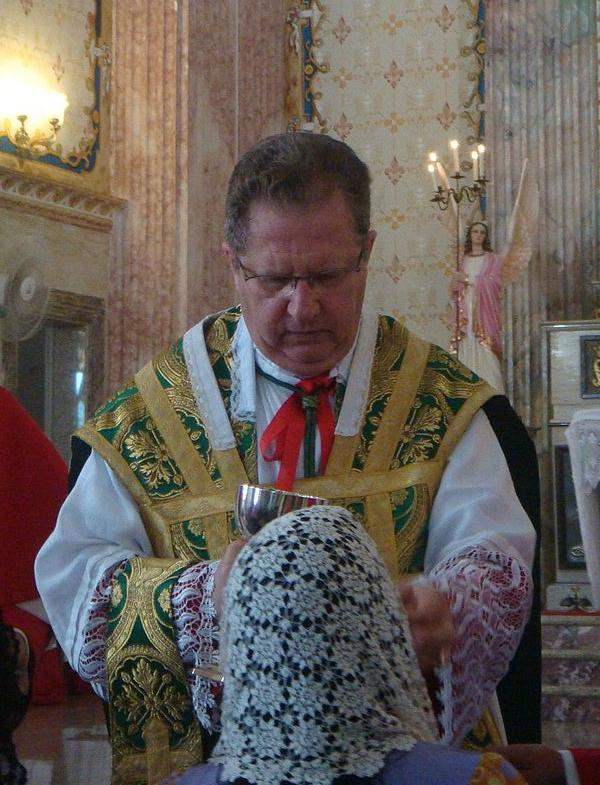
트리덴티노 미사에서의 성체 배령. 전통적으로 신자는 무릎을 꿇고 입을 벌려 사제가 주는 성체를 받아 모신다.

  - 사제는 일찍이 그리스도가 제자들에게 직접 가르쳐 준 기도인 주님의 기도를 바친다. 교중은 주님의 기도 끝부분인 “Sed líbera nos a malo.”(악에서 구하소서) 부분만 소리내어 바친다. 그러면 사제는 낮은 목소리로 “아멘.”하고 외우며 주님의 기도를 끝마친다.
- 사제는 성작 수건으로 성반을 닦아 오른손에 쥐고 십자 성호를 그으며 그리스도에게 모든 이를 지금과 이후부터 모든 악으로부터 보호하고, 성모 마리아와 성 베드로와 성 바오로, 성 안드레아 그리고 기타 모든 성인의 전구를 통하여 평화를 내려줄 것을 청원하는 기도를 바친다.
- 사제는 성체를 세 조각으로 쪼개어 그 가운데 가장 작은 성체 조각을 잡고 성작 위에 십자 성호를 긋고 나서, 성작 안에 가장 작은 성체 조각을 집어 넣으며 그리스도의 성체와 성혈의 혼합을 청원하는 기도를 바친다.
- 아뉴스 데이
  - 아뉴스 데이는 ‘천주의 어린양’이라는 뜻이다. “Agnus Dei, qui tollis peccáta mundi: miserére nobis. Agnus Dei, qui tollis peccáta mundi: miserére nobis. Agnus Dei, qui tollis peccáta mundi: dona nobis pacem.”(천주의 어린양, 세상의 죄를 없애시는 주여, 우리를 불쌍히 여기소서. 천주의 어린양, 세상의 죄를 없애시는 주여, 우리를 불쌍히 여기소서. 천주의 어린양, 세상의 죄를 없애시는 주여, 우리에게 평화를 주소서) 단, 성목요일 주님 만찬 미사 때에는 세 번의 후렴 모두 “miserére nobis.”(우리를 불쌍히 여기소서)로 바친다. 장례 및 위령 미사의 경우에는, 두 번째 후렴에서는 “그들에게 안식을 주소서.”, 세 번째 후렴에서는 “그들에게 영원한 안식을 주소서.”라고 바친다.
- 평화의 인사
  - 사제는 먼저 그리스도에게 자신의 죄를 보지 말고 교회의 믿음을 볼 것을 간청한 다음에 교회 안에서의 평화와 일치를 위해 기도한다. 장엄 미사로 집전될 경우에는 사제가 부제나 부제가 없을 경우에는 주복사에게 평화의 인사를 나누면 부제 또는 주복사는 사제에게 “Et cum spíritu tuo.”라고 답한다.
- 영성체 준비 기도
  - 사제는 성체와 성혈을 모시기 직전에 몇 가지 기도를 더 추가적으로 바치는데, 무릎을 꿇어 절한 다음에 왼손으로는 성체를 잡고 오른손으로는 자신의 가슴을 세 번 치면서 약간 목소리를 높여 마태오 복음서 8잘 8절에서 유래한 기도를 바친다. “Dómine, non sum dignus, ut intres sub tectum meum: sed tantum dic verbo, et sanábitur ánima mea.”(주여, 내 안에 주를 모시기에 당치 못하오나, 한 말씀만 하소서. 내 영혼이 곧 나으리이다) 이어서 사제는 다음과 같은 기도를 조용히 바치면서 성체를 영한다. “Corpus Dómini nostri Iesu Christi custódiat ánimam meam in vitam ætérnam. amen.”(우리 주 예수 그리스도의 몸은 내 영혼을 지키시어 영원한 생명에 이르게 하소서. 아멘) 사제는 성체를 영한 후, 잠시 묵상하다가 성작판을 벗기고 오른손에 성작을 받들고 십자를 그으며 다음과 같은 기도를 조용히 바치면서 경건히 성혈을 영한다. “Sanguis Dómini nostri Iesu Christi custódiat ánimam meam in vitam ætérnam. amen.”(우리 주 예수 그리스도의 피는 내 영혼을 지키시어 영원한 생명에 이르게 하소서. 아멘)
  - 이어서 부제, 복사, 교중이 성체와 성혈을 모시기 위한 준비로 다시 한 번 고죄경을 바친다. 고죄경이 끝나면 사제는 부제, 복사, 교중의 죄가 용서받기를 청원한다. “Misereatur vestri omnípotens Deus, et dimíssis peccátis vestris, perducat te at vitam ætérnam.”(전능하신 천주는 형제들을 불쌍히 여기시어, 죄를 사하시고, 영원한 생명으로 이끌어 주소서) 이에 부제, 복사, 교중은 “아멘.”하고 응답한다. 사제가 손을 합장하고 “Indulgéntiam absolutiónem, et remissiónem peccatórum nostrórum tríbuat nobis omnípotens et miséricors Dóminus.”(전능하시고 자비하신 주는 우리 죄를 용서하시고, 풀으시고, 사하소서.)라고 사죄경을 바치면, 신자들은 십자 성호를 그으며 “아멘.”하고 응답한다.
- 영성체 직전 마지막 기도
  - 사제는 성체에 다시 한 번 절하여 예를 표한 다음, 교우들을 향하여 작은 성체를 성반으로 받쳐 들어올리고, 큰소리로 말한다. “Ecce Agnus Dei, ecce qui tollit peccáta mundi.”(보라! 천주의 어린양, 세상의 죄를 없애시는 분이시로다) 그리고 교우들과 함께 가슴을 세 번 치면서 다음과 같은 기도를 세 번 바친다. “Dómine, non sum dignus, ut intres sub tectum meum: sed tantum dic verbo, et sanábitur ánima mea.”(주여, 내 안에 주를 모시기에 당치 못하오나, 한 말씀만 하소서. 내 영혼이 곧 나으리이다)
- 영성체
  - 사제는 성체를 담은 성합을 들고 부제, 복사, 교중 순으로 매번 성체를 조금 들어올린다. 그리고 성체를 영하는 사람을 대신하여 성체로 십자 성호를 그으며 다음과 같은 기도를 바치며 영해 준다. “Corpus Dómini nostri Iesu Christi custódiat ánimam tuam in vitam ætérnam. amen.”(우리 주 예수 그리스도의 몸은 네 영혼을 지키시어 영원한 생명에 이르게 하소서. 아멘) 사제가 기도를 하고 성체를 영해주기에, 성체를 받는 사람은 아멘을 하지 않아도 된다. 성체를 모신 이는 그대로 제자리로 돌아가서 영성체가 끝날 때까지 계속 무릎을 꿇고 묵묵히 감사의 침묵 기도를 바친다.
  - 사제가 교우들에게 성체를 모두 영해 주면 제대로 다시 돌아가 성합을 다시 감실에 모시면 교중은 모두 자리에 앉는다.

#### 마침 예식
- 성작과 성반 씻기

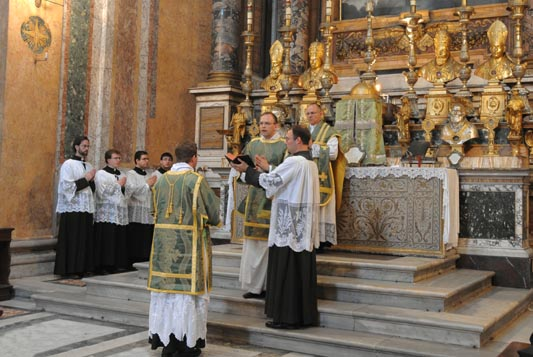
장엄 미사에서 부제에 의한 파견 인사(Ite, Missa est)

  - 영성체가 끝난 후 사제는 성작과 성반을 깨끗이 닦는다. 그동안 사제는 조용히 기도한다. “Corpus tuum, Dómine, quod sumpsi, et Sanguis, quem potávi, adhaereat viscéribus meis: et præsta; ut in me non remáneat scélerum mácula, quem pura et sancta refecérunt sacraménta: Qui vivis et regnas in sæcula sæculórum. Amen.”(주여, 내가 받아 모신 주의 몸과 주의 피가, 내 마음 속에 항상 머물러 계시어, 깨끗하고 거룩한 이 성사로 힘을 얻은 나에게, 죄악의 흠이 남지 않게 하소서. 성자는 세세에 영원히 생활하시고 왕하시나이다. 아멘)
- 영성체경과 영성체 후 축문
  - 영성체경은 전통에 따라 시편의 한 구절에서 따온다. 사제가 성작과 성반을 다 닦고 제대 중앙에 가서 입맞추면 교중은 모두 일어선다. 사제가 “Dóminus vobíscum.” 하고 말하면, 교중은 “Et cum spíritu tuo.” 라고 대답한다. 이어서 사제는 팔을 벌리고 영성체 후 축문을 바치면, 교우들은 “아멘.”으로 응답한다.
- 파견 인사와 강복
  - 사제는 손을 모으고 “Ite, Missa est”(돌아가라, 미사는 끝났느니라)라고 교중에게 말한다. 미사라는 말은 바로 이 말에서 유래한 것이다. 교중은 “Deo grátias.”(천주께 감사)라고 응답한다.
  - 이어서 사제가 교우들에게 강복하면 교중은 모두 무릎을 꿇는다. 장례 및 위령 미사 때에는 강복을 하지 않는다.
- 마지막 복음
  - 사제는 그리스도의 성육신에 대해 말하고 있는 요한 복음서 1장 1-14절을 마지막 복음으로 봉독한다. 복음 말씀 중에 그리스도의 강생을 고백하는 “Et verbum caro factum est.”(말씀이 사람이 되시어 우리 가운데 사셨다) 부분에서는 모두 무릎을 꿇는다. 복음이 끝나면 교중은 “Deo grátias.”(천주께 감사)라고 응답한다.
- 사제는 입당할 때와 같이 제대 앞에 서서 부제, 복사 등 봉사자와 함께 무릎을 꿇어 절하고 퇴장한다. 이 때, 교중은 성가대와 함께 마침 성가를 부를 수 있다.

### 미사 후 기도
교황 레오 13세는 백성과 함께 하는 평미사가 끝난 후에는 성모송 세 번과 성모 찬송을 교창 형식으로 바친 후에 죄인들의 회개와 교회의 자유 그리고 악에 대한 투쟁을 위해 성 미카엘 대천사에게 전구를 청하는 기도를 바칠 것을 지시하였다. 교황 비오 10세는 여기에 “지극히 거룩하신 예수 성심, 우리에게 자비를 베푸소서.”라는 기도를 세 번 바칠 것을 추가하였다. 영어권 국가들에서는 자국어인 영어로 이 기도를 바쳤으나, 이탈리아를 비롯한 다른 나라들은 라틴어로 바쳤다. 요즘도 트리엔트 미사를 봉헌할 때에 평미사 후에는 교황 레오 13세가 지시한 이 기도문을 바친다.

## 같이 보기
- 서방 정교회